# دیو گاگنر
دیو گاگنر (انگلیسی: Dave Gagner؛ زادهٔ ۱۱ دسامبر ۱۹۶۴) بازیکن هاکی روی یخ اهل کانادا است.
از باشگاه‌هایی که در آن بازی کرده‌است می‌توان به کلگری فلیمس، ونکوور کناکز، و نیویورک رنجرز اشاره کرد.